# Kitsuné
Pour les articles homonymes, voir Kitsune.
Kitsuné est une marque, nom d'un label discographique français, Kitsuné Musique, d'une marque de vêtements, Maison Kitsuné, ainsi que d'une enseigne de cafés établis à Paris ou à New York, Café Kitsuné.

## Histoire
Gildas Loaëc tient, au début des années 1990, une boutique de disques à Paris qu'il a ouvert avec Patrick Vidal ; il fait alors la connaissance de Masaya Kuroki. Quelque temps après, alors que Gildas Loaëc doit se rendre au Japon, il propose à Masaya Kuroki de l’accompagner pour l'aider sur place. Le duo y découvre les concept stores regroupant différentes activités variées. C'est vers cette époque que le projet Kitsuné apparait : « une marque fun et créative destinée aux Japonais qui adorent Paris ».
La société est créée à Paris en 2002 par Gildas Loaëc et Masaya Kuroki. Kitsuné signifie « Renard » en japonais. Bien que la mode soit dans leurs têtes avec déjà une petite production, les débuts de Kitsuné se font par le label musical, la collaboration avec Daft Punk ayant renforcé le carnet d'adresses du duo ; celui-ci est d'ailleurs hébergé, pour ses débuts, chez Daft Trax la maison de production des Daft Punk et profite des infrastructures. Ne voulant faire de la French Touch, le souhait de Gildas Loaëc reste de créer un label « prescripteur » : les compilations serviront à diffuser ce principe, imposant des découvertes. La première compilation sort en 2002. 

## Vêtements puis cafés
Avec une première collection de prêt-à-porter en 2005 (en même temps que la première compilation du label), la Maison Kitsuné produit depuis ses débuts une ligne de vêtements d'abord pour hommes puis pour femme. Un premier point de vente Maison Kitsuné ouvre à Paris en 2008. Des soirées permettent alors à la fois de présenter les nouveautés musicales et les habits ; ce mélange des genres n'est pas toujours simple à expliquer au début. Les créateurs ont toujours vu la musique comme une porte d'entrée pour diffuser leur mode.
Huit ans après la première collection de vêtements, Kitsuné ouvre son premier café à Tokyo dans le quartier Aoyama ; celui perpétue le mélange souhaité par les fondateurs, diffusant la musique du label et vendant des vêtements dans une boutique. Moins d'une décennie après, la marque compte une quinzaine d'établissements, dont certains assurent la torréfaction pour créer un assemblage et goût propre à la marque,. 
En 2017, elle possède plus de 300 points de vente, plusieurs boutiques dans les grandes villes du monde dont une dizaine de boutiques en propre (une trentaine quelques années après), dites « Maison Kitsuné », quatre étant situées à Paris, deux à New York, une à Hong Kong, et quatre au Japon. 
En 2016, le groupe japonais Stripe International entre au capital de la marque.
Pour l'exercice 2014-2015, la marque annonce un chiffre d'affaires de 15 millions d'euros. Environ 80 % de ses ventes sont réalisées à l’international. Six ans plus tard, le CA est de 100 millions d'euros dont le label représente 5 %, les cafés 10 % et les vêtements la part restante, soit une très grosse majorité ; plus des trois-quarts du chiffre d'affaires sont réalisés à l'étranger, dont 60 % au Japon.

## Label discographique
L'entreprise Kitsuné Musique produit notamment des compilations thématiques centrées sur la musique électronique, le rock ainsi que d'autres styles musicaux éclectiques. Le label est connu pour avoir fait émerger plusieurs artistes tels que Two Door Cinema Club (dont l'album de 2010 sera un succès pour le label), Klaxons, Citizens! ou encore Parcels. Il y a plusieurs thèmes développés puis commercialisés, avec des compilations « Kitsuné Maison », « Kitsuné America » ou « Kitsuné Parisien ».

### Source
- « Maison Kitsuné : la griffe du renard », Challenges, no 694,‎ 15 avril 2021, p. 92 à 94 (ISSN 0751-4417).